# Hancock County, Iowa
Hancock County är ett administrativt område i delstaten Iowa, USA, med 11 341 invånare. Den administrativa huvudorten (county seat) är Garner. 

## Geografi
Enligt United States Census Bureau så har countyt en total area på 1 484 km². 1 479 km² av den arean är land och 5 km² är vatten. 

### Angränsande countyn
- Winnebago County - nord
- Cerro Gordo County - öst
- Wright County - syd
- Kossuth County - väst